# Карл фон Зайн-Витгенщайн-Берлебург
Карл Максимилиан Франц Вилхелм Кристиан Лудвиг фон Зайн-Витгенщайн-Берлебург (на немски: Karl Maximilian Franz Wilhelm Christian Ludwig Prinz zu Sayn-Wittgenstein-Berleburg; * 2 юни 1839 в Берлебург; † 29 март 1887) е принц от Княжеството Сайн-Витгенщайн-Берлебург и народен представител.
Той е третият син на последния управляващ 2. княз Фридрих Албрехт Лудвиг Фердинанд фон Зайн-Витгенщайн-Берлебург (1777 – 1851) и съпругата му графиня Кристиана Шарлота Вилхелмина фон Ортенбург (1802 – 1854), дъщеря на граф Йозеф Карл Леополд Фридрих Лудвиг фон Ортенбург (1780 – 1831) и графиня Каролина Луиза Вилхелмина фон Ербах-Ербах (1779 – 1825). Братята му са Албрехт (1834 – 1904) и Густав (1837 – 1889).
През 1806 г. княжеството отива към Великото херцогство Хесен и през 1816 г. към Прусия.
Карл започва военна кариера и става кралски пруски „ритмайстер и ескадроншеф“ във Вестфалския регимент Нр. 4. („Kürassier-Regiment „von Driesen“ (Westfälisches) Nr. 4“).
Най-големият му брат му княз Албрехт последва през 1851 г. баща им като племенен господар в Кралство Прусия. Карл го представя в „Провинциалния ландтаг на провинция Вестфалия“ през 1865 и 1871 г.
Карл фон Зайн-Витгенщайн-Берлебург не се жени. Той умира на 29 март 1887 г.